# Garbagna Novarese
Garbagna Novarese település Olaszországban, Piemont régióban, Novara megyében. Lakosainak száma 1419 fő (2023. január 1.). Garbagna Novarese Novara, Sozzago, Trecate, Nibbiola és Terdobbiate községekkel határos.

## Népesség
A település lakossága az elmúlt években az alábbi módon változott:
| Lakosok száma | 1423 | 1431 | 1419 |
|               | 2017 | 2018 | 2023 |